# Protocetus atavus
Protocetus atavus (лат.) — вид вымерших млекопитающих из семейства Protocetidae инфраотряда китообразных (Cetacea). Единственный в роде протоцетов (Protocetus). Ископаемые остатки нашли в эоценовых породах (лютетский ярус) на территории современного Египта.
Вид Protocetus atavus и род Protocetus (с лат. — «первый кит») описал немецкий палеонтолог Eberhard Fraas в 1904 году по черепу и нескольким позвонкам и рёбрам, найденным в известняковых отложениях древнего океана Тетис неподалёку от Каира, Египет. Это первый известный науке представитель семейства Protocetidae.
Protocetus atavus имел обтекаемое тело китообразного около 2,5 метров в длину, но был относительно примитивным во многом; у него имелись маленькие задние конечности, и его передние ласты имели обособленные пальцы, видимо, с перепонками. Его челюсти были длинные и вооружённые острыми зубами. Судя по форме хвостовых позвонков, у него могли быть лопасти, как и у современных китов. Настоящее дыхало отсутствовало, но ноздри уже начали сдвигаться в верхнюю часть головы.
В отличие от своего более примитивного предшественника Pakicetus, Protocetus atavus имел уши, приспособленные для того, чтобы хорошо слышать под водой, но эхолокацией, он, видимо, не владел. Кроме того, этот зверь имел достаточно развитую обонятельную систему, хотя он, вероятно, больше полагался на зрение, чтобы найти добычу.